# Philodendron rudgeanum
Philodendron rudgeanum är en kallaväxtart som beskrevs av Heinrich Wilhelm Schott. Philodendron rudgeanum ingår i släktet Philodendron och familjen kallaväxter. Inga underarter finns listade.